# 缓冲集团
缓冲集团（俄语：Буферная группа）是1920年—1921年苏俄对工会问题进行争论期间，由尼古拉·布哈林、叶夫根尼·普列奥布拉任斯基、格里戈里·索科利尼科夫、尤里·拉林等人组成的一个俄国共产党（布尔什维克）派系。
1920年11月，俄共（布）召开全俄工会第五次代表会议，列夫·托洛茨基反对在工会中扩大工人民主，主张把行政命令的方法应用于工会事务。他提出战时共产主义时期的口号，如“螺丝钉扭紧一下”和“把工会整刷一下”，并呼吁迅速实现“工会国家化”。 弗拉基米尔·列宁则认为，工会是俄国执政的工人阶级组织，但它并非国家机构，不是强制性的，而是教育和学习管理的学校。工会问题的争论实质上是如何对待群众的问题。布哈林等人以貌似中立的立场出现，试图“调和”、“缓冲”托洛茨基与列宁为首的多数派“十人纲领”之间的原则分歧。他们认为，托洛茨基从“经济上”的角度看问题，而列宁从“政治上”的角度看问题，只是角度不同，两者都有“同等价值”，“两个原理都是对的，把两者结合起来也是对的”。
列宁在《党内危机》《论工会、目前局势及托洛茨基和布哈林的错误》《再论工会、目前局势及托洛茨基和布哈林的错误》等著作中批评了布哈林，指出他用折衷主义混淆了政治与经济之间的辩证关系，认为缓冲集团是最恶劣、最有害的派系活动的帮手。